# Predator: Flesh and Blood
Predator: Flesh and Blood è un romanzo di fantascienza del 2007 scritto da Michael Jan Friedman e Robert Greenberger e pubblicato dalla DH Press, facente parte della serie di romanzi Predator.

## Trama
Nella perenne ricerca di risorse naturali sfruttabili, il genere umano ha distrutto il pianeta Terra e si è spostato di pianeta in pianeta lasciando dietro di sé solo distruzione e desolazione. Il clan Ciejek ha preso il potere e al suo interno vi sono numerose lotte di potere. Una parte del clan si allea ai Predator per chiudere i conti con l'altra parte ma essi ignorano quanto possono essere temibili i loro nuovi alleati.